# ファルナケス2世 (太守)
ファルナケス2世（希：Φαρνάκης Β', ラテン文字転記：Pharnaces II, 紀元前5世紀）は、アケメネス朝ペルシアの貴族で、ヘレスポントス・フリュギアの太守である。
ファルナケスは先代太守ファルナバゾスの子であり、次代の太守ファルナバゾス2世の父である。ファルナケスの家系は世襲でヘレスポントス・フリュギアを治めている。
紀元前430年、コリントスとスパルタの使節がアテナイとの戦争への出資と協力を要請するために、ペルシア王アルタクセルクセス1世の許へ向かった際、トラキアの王シタルケスによってファルナケスの領地まで護送された使節を、ファルナケスはペルシア王の元まで送る手はずになっていた。しかし、ちょうどその時シタルケスの許にはアテナイからの使節がおり、彼らはシタルケスの子サドコスを説得してコリントスとスパルタの使節を捕えさせ、アテナイに送ったため、ファルナケスの仕事はなくなった。紀元前422年にアテナイがデロス島を神事に際して同地を大規模に清める際、ファルナケスは島民のためにアドラミュティオン（小アジアのレスボス島に面した都市）をその間の代替地として与えた。その後、ファルナケスの地位は子のファルナバゾスに引き継がれたが、具体的な年は不明である。

## 註
1. ↑  トゥキュディデス, VIII. 1, 58
2. ↑  ibid, II. 67
3. ↑  ibid, V. 1
4. ↑  ディオドロス, XII. 73